# Станиславівський деканат РКЦ
Станиславівський деканат РКЦ — одна з колишніх територіальних субодиниць Львівської архідієцезії Римо-католицької церкви з центром у м. Станиславів.

## Парафії на 1814 рік
- Бариш, передана з Бучацького деканату в 1787 році[1]
- Богородчани
- Бучач
- Золотий Потік, аналогічно парафії Бариша[2]
- Галич
- Єзупіль
- Коропець, аналогічно парафій Бариша, З. Потоку[3]
- Лисець
- Монастириська
- Маріямпіль
- Надвірна
- Отинія
- Солотвин
- Станиславів
- Тлумач
- Тисмениця
- Устя.

## Капеланії в 1814 році
- Нижнів
- Павельче.